# Человеческий голос (фильм)
«Человеческий голос» (англ. The Human Voice) — художественный фильм Педро Альмодовара с Тильдой Суинтон в главной роли, поставленный по одноимённой пьесе Жана Кокто. Премьера состоялась на Венецианском кинофестивале 3 сентября 2020 года, в прокат картина вышла в декабре того же года.

## Сюжет
«Человеческий голос» является монофильмом: в нём только один персонаж — женщина, которая разговаривает по телефону (её играет Тильда Суинтон). Бывший возлюбленный звонит ей, чтобы попрощаться накануне женитьбы на другой.

## Производство и премьера
В феврале 2020 года стало известно, что Педро Альмодовар снимет фильм по сценарию, основанному на пьесе Жана Кокто «Человеческий голос», которая не раз экранизировалась до этого. В разные годы главную героиню играли Софи Лорен, Ингрид Бергман, Симона Синьоре, Лив Ульман. Альмодовар обратил внимание на пьесу ещё в 1987 году, показав её постановку в своём фильме «Закон желания». Главную роль в «Человеческом голосе» получила Тильда Суинтон.
Съёмки начались в апреле 2020 года, были приостановлены из-за пандемии коронавируса, но возобновились 16 июля и закончились 27 июля.
Премьера «Человеческого голоса» состоялась 3 сентября 2020 года на Венецианском кинофестивале. 24 сентября лента была показана на кинофестивале в Нью-Йорке, 17 октября — на
в Лондоне. В прокат она вышла в декабре того же года.

## Оценки
Зрители в Венеции, по словам российского кинокритика Антона Долина, смотрели фильм, «затаив дыхание». Обозреватель Variety охарактеризовал картину как «взрыв концентрированной безумной страсти», обозреватель Times — как «изысканный образец кинематографического эксперимента». По словам корреспондента Financial Times, «Тильда Суинтон настолько соответствует духу Альмодовара, что невольно ощущаешь аппетит увидеть и новые, грядущие результаты сотрудничества испанского режиссёра и шотландской звезды».
Рейтинг картины на Rotten Tomatoes, основанный на 21 рецензии, составил 95 %.